# 克雷顿·埃尔德弗
克雷顿·埃尔德弗（英語：Clayton Alderfer，1940年9月1日—2015年10月30日）是一位美国心理学家和顾问医师，其知名贡献为将马斯洛的需求层次理论发展为ERG理论。

## 生涯
克雷顿·埃尔德弗出生於美國賓夕法尼亞州的塞勒斯維爾，於1962年在耶魯大學獲得心理學學士學位，並於1966年獲得心理學博士學位。1977年，他還獲得了美國專業心理學委員會的認證。
畢業後，克雷顿·埃尔德弗博士於1966年在康奈爾大學開始了他的職業生涯。克雷顿·埃尔德弗於1968年回到耶魯大學擔任研究員、講師及計劃主任。1992年，他轉到羅格斯大學，並在那里工作擔任應用與專業心理學研究生院組織心理學系的項目主任長達12年。

## 著作
- 《人類需求新理論的經驗測試》 An Empirical Test of a New Theory of Human Needs
- 《生存、關係、以及發展：人在組織環境中的需要》 Existence, Relatedness, and Growth; Human Needs in Organizational Settings
- 《關於組織中需要的三項研究》